# Fagervik gård
Fagervik gård är en herrgård som ligger i Fagervik i Ingå i Nyland i Finland, i anslutning till det gamla järnbruket. Herrgårdsbyggnaden planerades av arkitekten Christian Friedrich Schröder och stod klar år 1773. Museiverket klassar Fagervik som Finlands vackraste och mest enhetliga brukshelhet från den förindustriella tidsepoken. Fagervik Gård skyddades år 1993.

## Historia

### Grundande och återuppbyggnad
Fagervik bruk grundades år 1646 av svensken Carl Billsten och är Finlands femte äldsta järnbruk. Fagervik lämpade sig väl för järnindustri eftersom det fanns vattenkraft och stora skogar som behövdes för att bränna kol, samt att havet som var en viktig transportled låg nära. Bruket bestod av två smedjor och en masugn. Det fanns några stugor men ingen herrgårdsbyggnad. Det finns inga byggnader bevarade från Billstens tid.

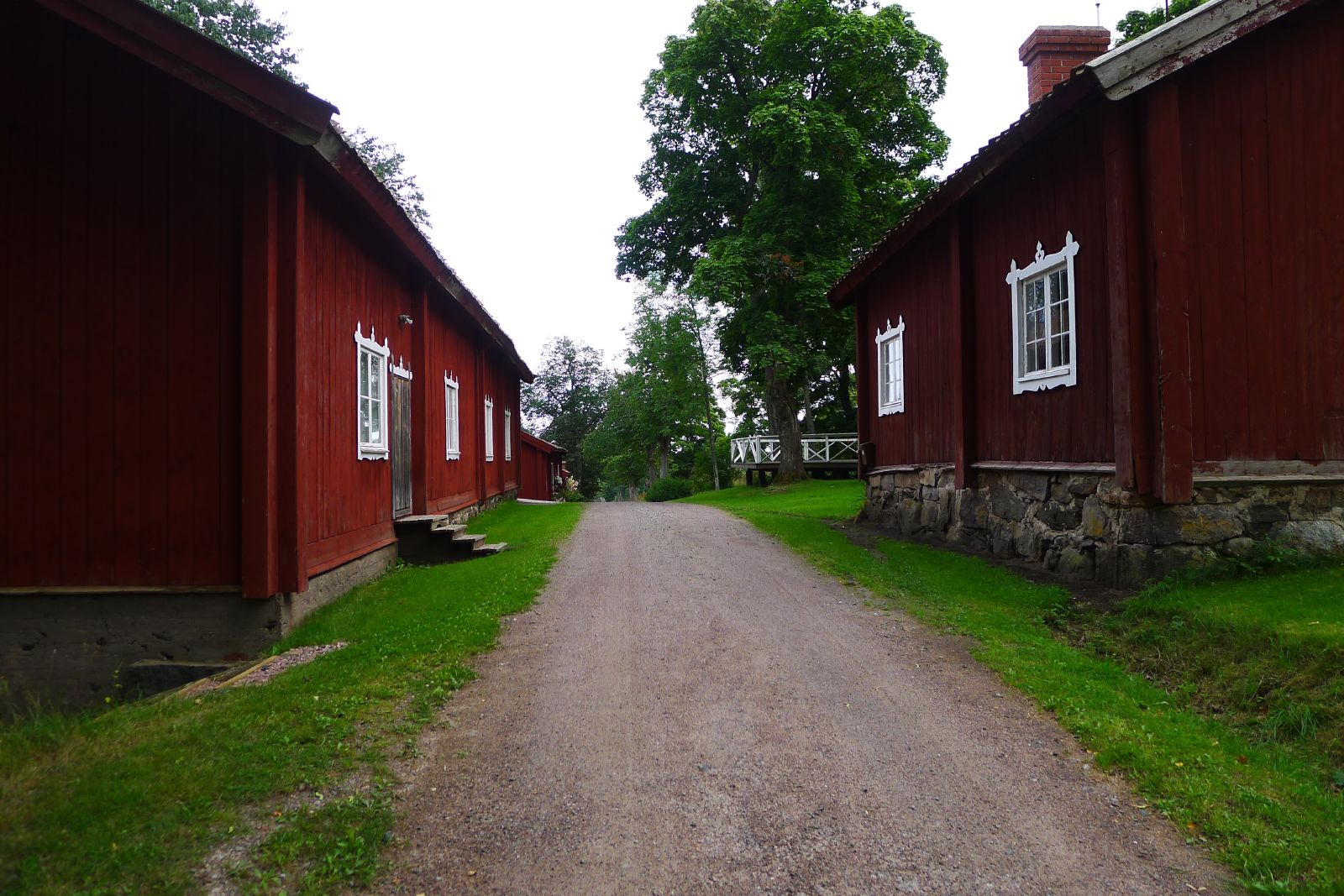
Bruksgatan med arbetarbostäder.

Bruket skövlades dock svårt under stora ofreden och i början av 1700-talet hade verksamheten upphört och bruket hade förfallit totalt. År 1723 sålde Billstens ättlingar bruket och bruksrättigheterna till två svenska bröder, kapten Johan Wilhelm Hising och grosshandlaren Mikael Hising. Gården har varit i samma släkts ägo sedan dess.
Bröderna byggde snabbt upp bruket och kunde köra igång verksamheten igen i mitten av 1720-talet. Fagervik bruk fick två nya smedjor och en masugn. På 1730-talet började ett betydelsefullt skede i Fagerviks historia då bruket tidvis hade nästan fullständigt monopol i Sverige på framställningen av järnplåt och förtennad bleckplåt. 
De flesta smeder kom från Tyskland. De var skickliga och hade hög social status i byn, men arbetet var tungt. De arbetade i tre skift och bruket var igång dygnet runt. Tyskarna hämtade med sig potatisen, som var okänd i Finland vid den tiden. Finlands första potatis växte därmed i Fagervik.  Under samma tid byggdes också Fagerviks kyrka, som stod klar 1737. Brukssamhällets första kyrka torde ha byggts redan under mitten av 1600-talet.

### Finlands främsta järnbruk

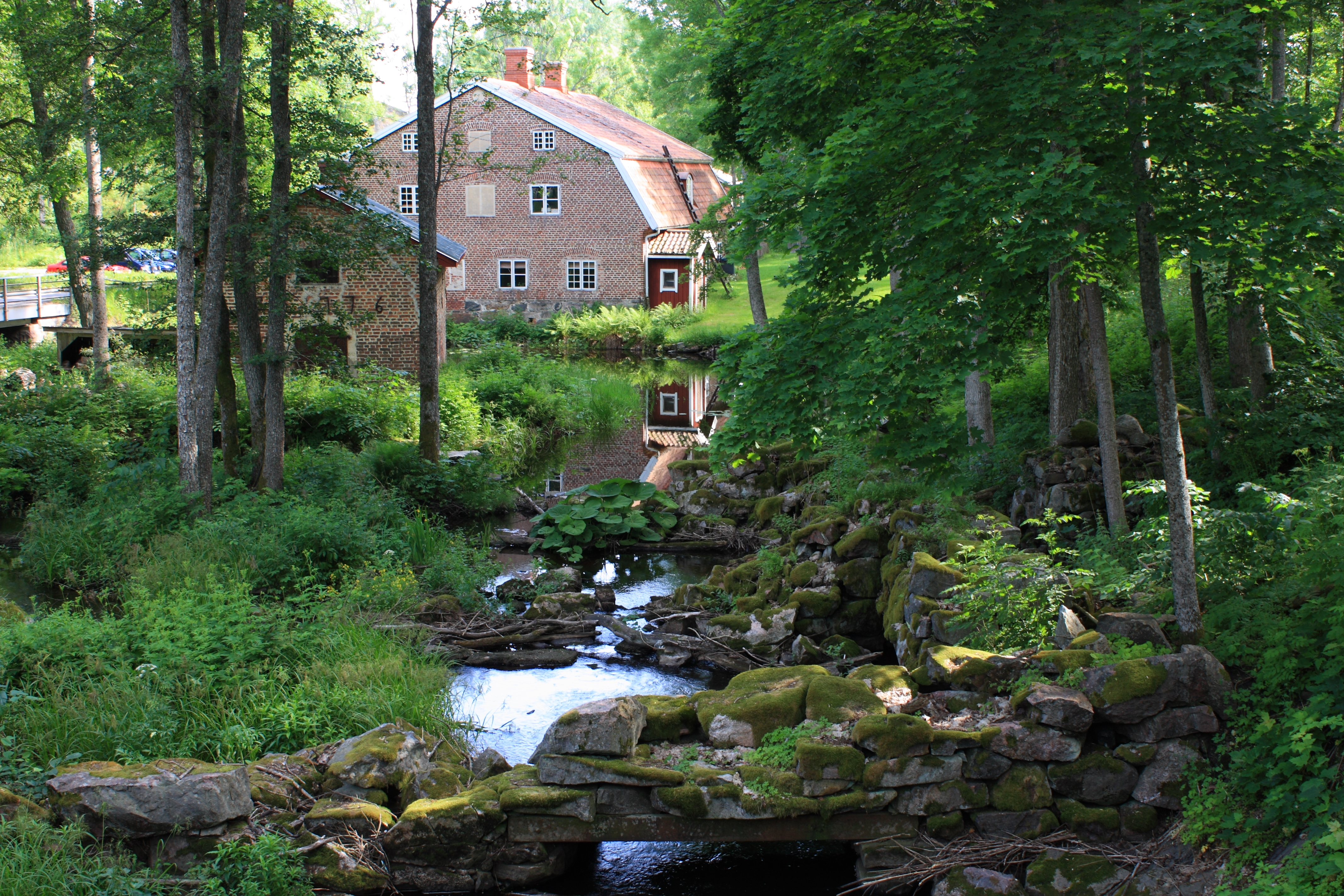
Förtenningsverket.

Den som egentligen byggde upp det Fagervik som kom att bli Finlands främsta järnverk var Mikael Hisings son Johan. När fadern dog år 1756 köpte Johan Hising ut sina kusiner och övertog bruket. Under hans tid blomstrade Fagervik och flera nya bruksbyggnader uppfördes. Fagervik utvecklade en unik bleckplåt som hade hög efterfrågan i Europa, och fick ensamrätt. Under ett sekel var Fagervik ett av Finlands främsta järnverk med stångjärnshammare, knipphammare, bleckhammare, masugn och förtenningsverk.

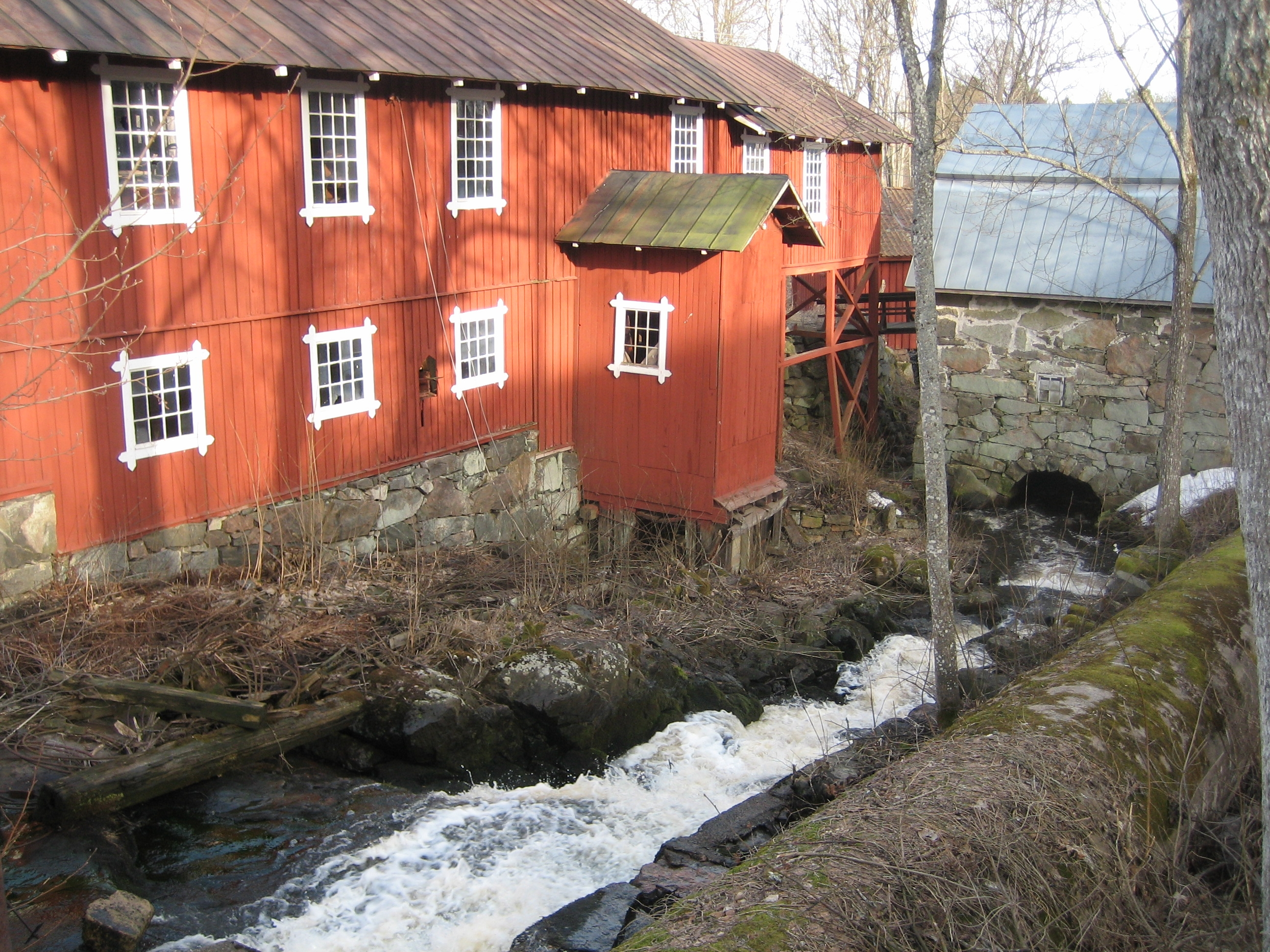
Fagervik bruk.

Johan Hising adlades år 1770 och fick namnet Johan Hisinger. Han skapade sig en förmögenhet och lät uppföra den slottsliknande gula herrgårdsbyggnaden av sten i tre våningar år 1762-73 invid Bruksträsket. Byggnaden planerades av arkitekten Christian Friedrich Schröder och arkitekturen baserar sig på exempel ur Carl Winjbladhs mönsterbok. Kring denna tid började Fagervik också driva en omfattande trädgårdsodling och den franska trädgården började ta form. Johan Hisinger blev bergsråd år 1778 och understödde Åbo Akademi med stora donationer.
Johans son Mikael Hisinger tog över bruket år 1790. Han lät anlägga flera växthus och odlade exotiska växter som citroner, vindruvor, orkidéer och mullbärsträd. Han lät också bygga en kinesisk paviljong vid stranden. Paviljongen byggdes i trä enligt europeiska förebilder och är unik i Finland. Paviljongens interiör, väggar, fönster, bänkar och små borden vid fönstren pryds av skickligt målade kinesiska ornament.
Under Mikael Hisingers tid byggdes också en stor stallbyggnad och majoriteten av de stugor som finns kvar i dag. Mikael Hisinger lät också anlägga en stor naturpark. Ännu i början av 1800-talet var Fagervik Finlands viktigaste järnbruk, men kriget 1808-1809 klippte av Finlands ekonomiska och politiska band till Sverige och gjorde att exporten förbjöds eller försvårades. Framställningen av bleck- och takplåt fortsatte fram till år 1823.

### Omvandling till jordbruk
Fridolf Hisinger efterträdde sin far år 1824. Vid den tiden hade Finland tillfallit Ryssland vilket hade gjort att bruket var olönsamt på grund av regleringar och svag valuta. Fridolf Hisinger förutspådde också att brukens storhetstid oundvikligen gick mot sitt slut i södra Finland, eftersom ny teknik gjorde att det var mer effektivt att utnyttja de större vattenfallen i de mellersta delarna av landet.

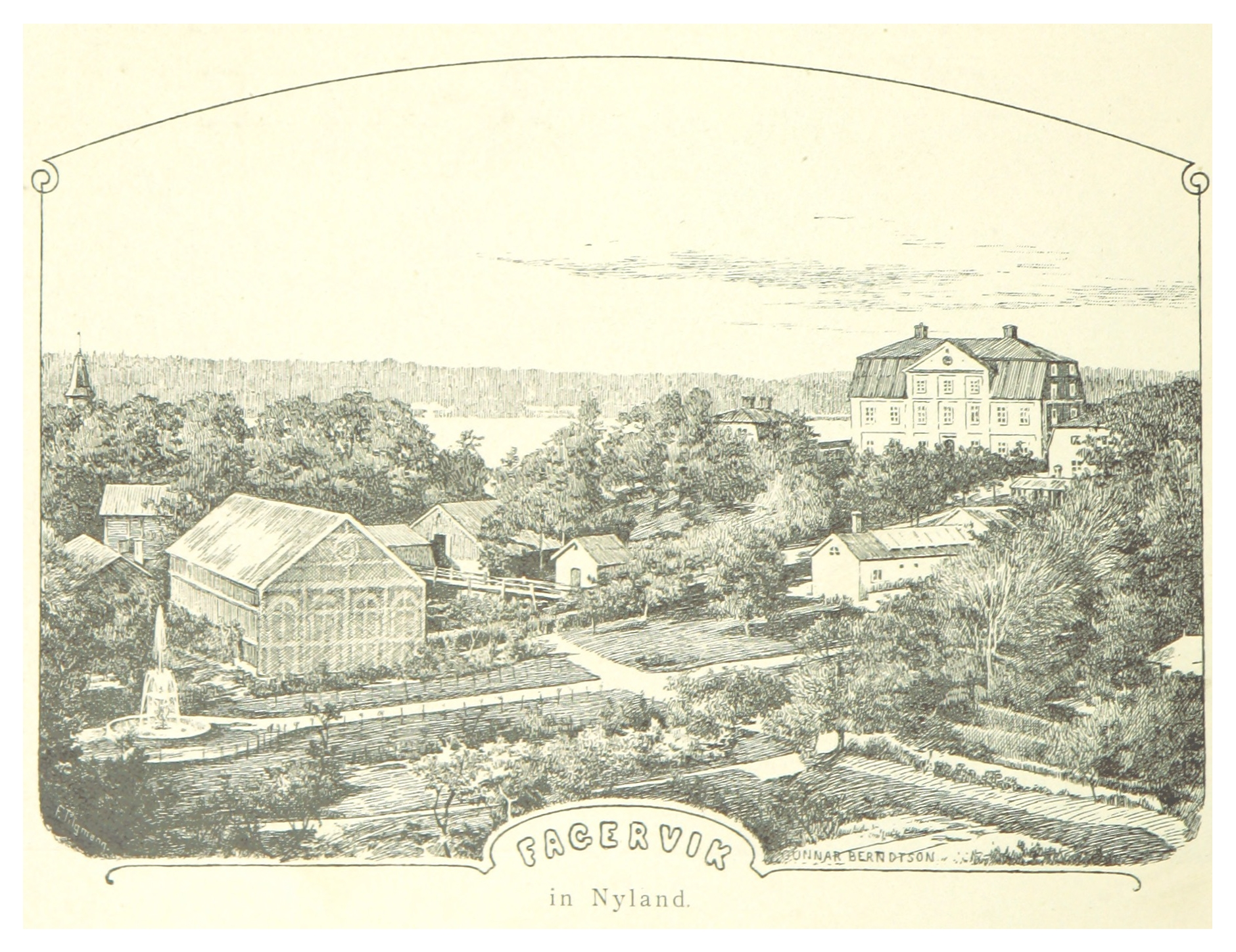
Fagervik 1894 av Leopold Mechelin.

Fridolf Hisinger var själv intresserad av jordbruk och tog därför initiativ till den strukturomvandling som lade grunden för Fagerviks nuvarande huvudnäring, jord- och skogsbruk. Genom omfattande markköp lät han omvandla herrgården till ett storgods baserat på lantbruk och boskapsskötsel. Han lät uppföra det vita orangeriet i gotisk stil år 1844.  Han importerade flera nya växt- och trädarter till Finland och odlade bland annat citrusträd, ananas och orkidéer. 
Brukssamhället hade som mest 450 invånare, delvis av sachsiskt och vallonskt ursprung. Fram till år 1870 hade Fagervik en egen bruksförsamling och brukspatronen betalade prästens lön fram till dess. 
År 1885 tog Fridolfs son Eduard Hisinger över. Han kom att bli den siste brukspatronen på Fagervik. Järnproduktionen upphörde år 1903 på grund av olönsamhet och Fagervik utvecklades till ett omfattande jord- och skogsbruk. Eduard hade fyra döttrar, och när han dog 1904 övertog två av dem gården tillsammans. Idag ägs Fagervik av deras barnbarnsbarn; Otto von Frenckell och Barbara och Eva Hisinger-Jägerskiöld.

## Fagervik i dag

### Herrgården och bruket
Museiverket klassar Fagervik som Finlands vackraste och mest enhetliga brukshelhet från den förindustriella tidsepoken. Den välbevarade 1700-talsmiljön är starkt präglad av rokokons naturkänsla och formvärld. Bruksområdet utgörs av historiska byggnader med anknytning till järnindustrin, bland dem herrgårdsbyggnaden, Fagerviks kyrka (uppförd 1737) och begravningsplatsen.

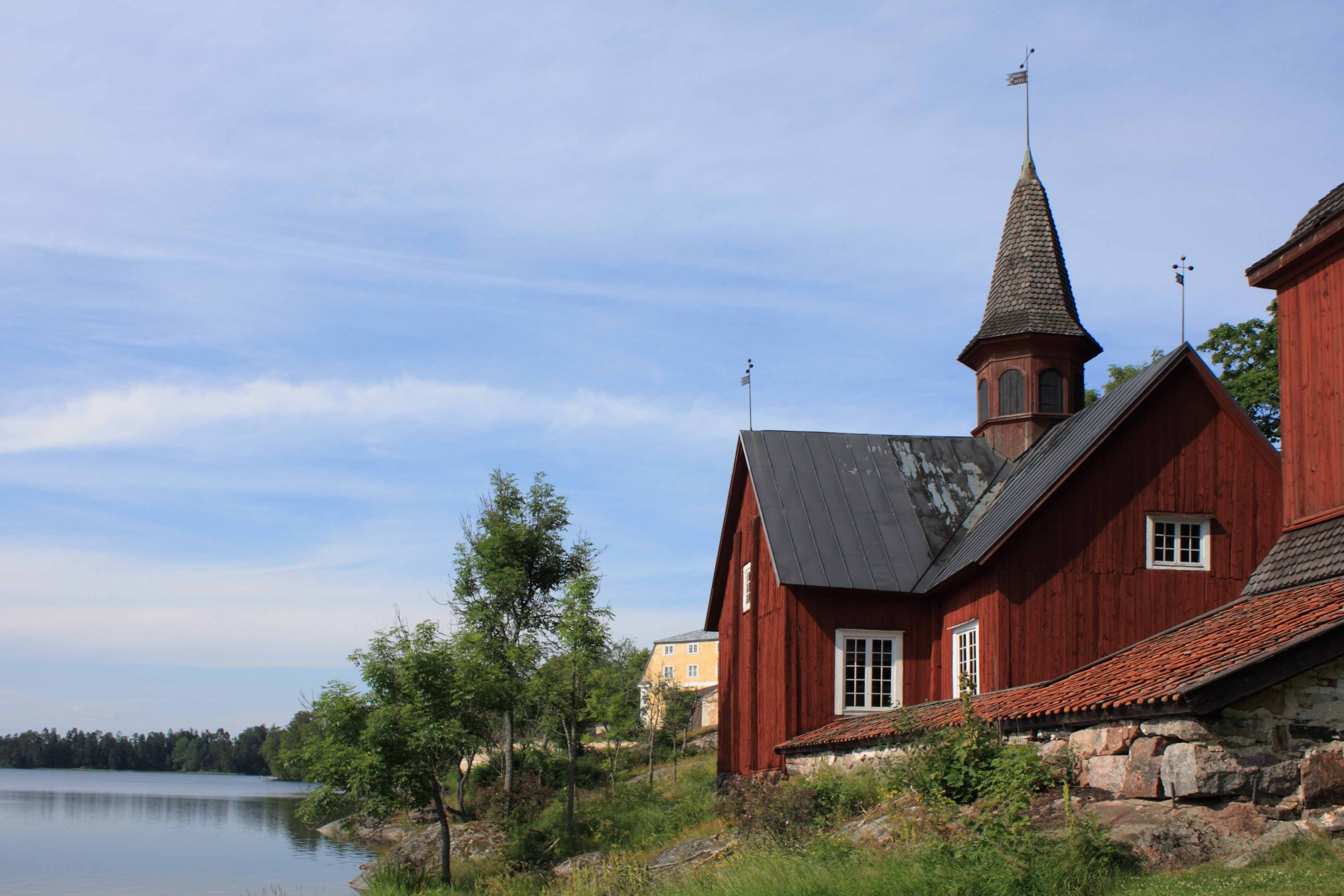
Fagerviks kyrka invid Bruksträsket.

I herrgårdsbyggnaden finns ett flertal bevarade ytterst värdefulla interiörer med paneler, rokokotapeter och kakelugnar. Det finns också ett bibliotek som härstammar från 17- och 1800-talen. Brukskyrkans inredning torde vara den ursprungliga. Kyrkans orgel är den äldsta i Finland som fortfarande är i bruk. Den byggdes i Stockholm år 1726 i den kände orgelmakaren Johan Niclas Cahmans verkstad. På kyrkogården finns en klockstapel av trä med stenfot och släkten Hisingers vitkalkade gravkapell i barockstil.
Bruksherrgårdens trädgårdar och parker hör till de mest anmärkningsvärda historiska trädgårdarna i Finland. Det finns en fransk trädgård, en landskapspark i engelsk stil och en omfattande naturpark. Orangeriet förföll under den senare delen av 1900-talet men restaurerades kring millennieskiftet. Det gjordes dels med medel av Europa Nostra Restauration Fund, som är en stiftelse som värnar om det privatägda europeiska kulturarvet.

Orangeriet i Fagervik stod klart år 1844.

Av de industriella anläggningarna finns endast lämningar, men sågens och kvarnens produktionsbyggnader finns kvar, inklusive lastningsplatser vid åns nedre lopp. De äldsta produktionsbyggnaderna är stångjärnssmedjan från år 1758, knippjärnssmedjan från år 1765, förtenningssmedjan från 1780-talet och den gamla vattensågen från 1890-talet.
Den tidigare huvudbyggnaden som uppfördes på 1720-talet, två flygelbyggnader, de forna smedbostäderna från början av 1800-talet och flera torp och arbetarbostäder i bruksområdets utkanter finns också kvar. 

### Museum och besök

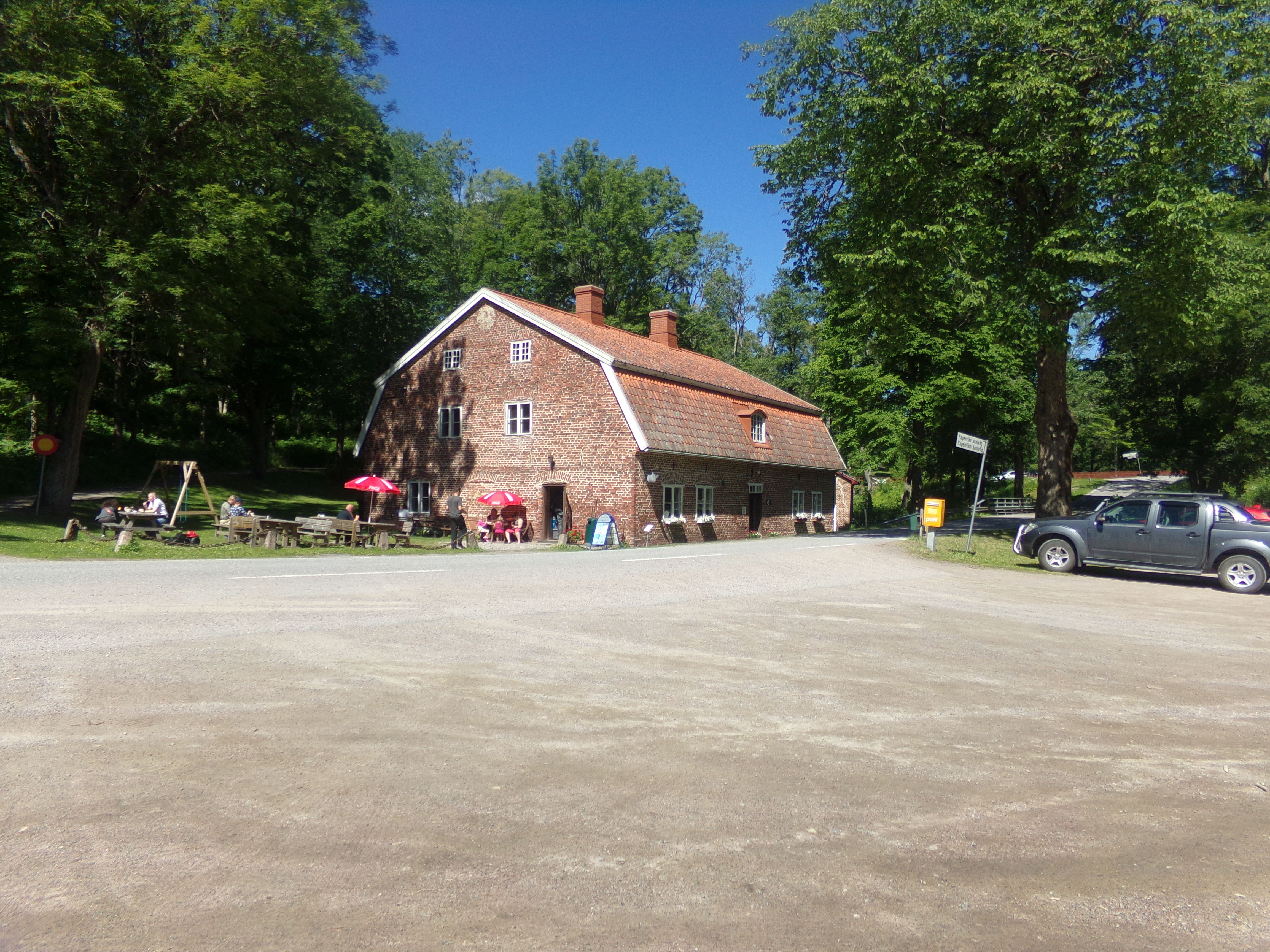
Det gamla förtenningsverket inhyser idag ett kafé och ett museum.

Sedan år 2005 har Fagervik ett museum som ligger i det gamla förtenningshuset där det också finns ett kafé. Utställningen är sammanställd av gamla bilder och föremål, som presenterar brukets historia och den unika trädgården. Besökare kan vandra omkring i det gamla bruket på egen hand, men herrgården är i privat bruk och kan inte besökas.
Fagerviks kyrka är en av de få privatägda kyrkorna i Finland. Det går att besöka kyrkan som en del av de guidade rundturerna på området och på sommaren hålls musikandakter och konserter som är öppna för allmänheten. I kyrkan finns också många gamla föremål som visar brukets och släktens historia.

## Kända gäster
- Gustav III, kung av Sverige (1775)[6]
- Alexander I, kejsare av Ryssland (1819)[10]
- Carl Jonas Love Almqvist, svensk författare (somrarna 1814-1817)[6]
- Bengt Lidner, svensk diktare[6]
- Runar Schildt, finlandssvensk författare[6]